# Garay téri régi vásárcsarnok
A Garay téri régi vásárcsarnok egy mára már elpusztult épület volt Budapest VII. kerületében.

## Története
A Garay téren (Garay tér 20.) a budapesti vásárcsarnoképítések második hullámában 1929–1931-ben épült vásárcsarnok. Tervezője Szabó Jenő és Krencsey Géza (néhol Krendsei Géza) voltak.
1931. december 18-án nyitották meg a vásárlók előtt.
A komplexum a következő részekből állt:
- kétszintes, háromhajós fedett vásárcsarnok
- két oldalán a főtengelyre merőlegesen elhelyezett üzletpasszázsok

Az épület nyeregtetőt kapott, és modern formájú, ugyanakkor nagyszabású, közepén üvegezett, két oldalán tornyos kapuépítmény került a két végére. Az épület anyaga vasbeton (szerkezet) és nyerstégla (falkitöltés) volt.
A második világháború idején elkerülték a belövések, bombázások.
A vásárcsarnokot 1970-ben korszerűsítették, majd az 1990-es években egy fedett piactérrel bővítették.
Az art déco stílusban épült létesítményt 72 éven keresztül használhatta a budapesti vásárlóközönség. Bár az 1970-es és 1990-es években igyekeztek korszerűsíteni, az ezredfordulóra erősen romló állapotba került. 2003-ban elbontották. Helyére épült Garay téri új vásárcsarnok, a Garay Pláza.

## Más budapesti vásárcsarnokok ebből az időből
Kinézetében hasonló volt hozzá a ma már szintén nem álló Krisztina körúti vásárcsarnok. Ugyanebben az időben épült a Borjúvásárcsarnok is, ennek viszont teljesen más a stílusa.